# 菅野博之
菅野 博之（かんの ひろし、男性、1966年 - ）は、日本の漫画家、漫画研究者。北海道札幌市出身。

## 経歴・人物
札幌光星高等学校、東京造形大学中退。1992年『少年キャプテン』（徳間書店発刊）において「夕焼けあんちくしょう」（"菅野博"名義）でコミックス大賞を受賞しデビュー。以降、少年漫画を中心に活動。落ち着いた丁寧な描線が特徴。菅野博士として活動したのち、現在の名前に改名した。
2000年には、地球防衛企業ダイ・ガードのキャラクター原案を担当。コミカライズも自身が行い、精力的に活動を続けている。
2009年より、神戸芸術工科大学大学院芸術工学研究科・メディア芸術学科教授。マンガの描き方の解説や指導の仕事もしており、漫画やイラスト関連のテクニック紹介雑誌『コミッカーズ』（美術出版社）内において分かりやすく漫画の描き方の解説を行う「マンキ!」を連載中。関連書籍も多い。

## 著作

### 漫画
以下、"菅野博士"名義
- 『天晴れ！カッポーレ』（徳間書店）1992-1993 全2巻
- 『ぱらいそロード』（徳間書店）1993-1995 全3巻
「丹術」を題材としているためか、作中に登場する町や楽器などの名称に幻覚剤や向精神薬などの名称が用いられている（ヨヒンベ、ウインタミン、アパミン、ダチュラなど）。
- 『ミュータント・タートルズ外伝』（主婦の友社）1995-1996 全1巻
- 『亜州黄龍伝奇』（徳間書店）1995-1996 全2巻
- 『 フォトン』（角川書店）1998-1999 全3巻

以下（"菅野博之"名義）
- 『地球防衛企業ダイ・ガード』「エースネクスト」（角川書店）1999-2000 全2巻
- 『東京事件』（角川書店） 2005-連載中 1-2巻

### 漫画の技術書
- 『快描教室：マンガの悩みを一刀両断!!』（共著・唐沢よしこ）（美術出版社）
  - 『快描教室プラス(+)』（共著・唐沢よしこ、美術出版社）
- 『漫々快々：みんなのマンガがもっとよくなる』（共著・唐沢よしこ）（美術出版社）
- 『漫画のスキマ：マンガのツボがここにある！』（美術出版社）
- 『マンキ！：マンガを完成させるチカラをつける』（美術出版社）
- 『ComicStudioで学ぶ新世紀マンガ技法』（ソフトバンククリエイティブ）